# Рубен Гомес
Рубен Марсело Гомес Гарсія (ісп. Rubén García Gómez, 26 січня 1984, Адроге, Аргентина) — аргентинський футболіст, півзахисник «Левадіакоса».

## Життєпис
Почав грати у футбол ще в ранньому дитинстві. У 18 років підписав свій перший професіональний контракт. Відігравши 2 сезони в Аргентині, перейшов в іспанську «Мальорку». Там він пробув лише один місяць і був запрошений грати в Україну. В Україні він зіграв за «Металург» та «Сталь». Потім виступав 6 місяців за бельгійський «Мехелен». На правах оренди сезон 2008–2009 провів за «Зорю». 
У 2009 році перейшов до «Закарпаття» (Ужгород), де був визнаний найкращим футболістом команди, проте ужгородський клуб покинув Прем'єр-лігу і Гомес залишив клуб, перейшовши в кіпрський АЕК (Ларнака).
На початку 2012 року повернувся в Україну, підписавши контракт з сімферопольською «Таврією», де і виступав до літа 2014 року, поки клуб не було розформовано.
В липні 2014 року на правах вільного агента перейшов в грецький «Левадіакос».

## Титули та досягнення
- Володар Кубка Молдови (1): 2015–2016.